# PP-Mi-Šr
PP-Mi-ŠR (cz. Protipìchotní mina šrapnelová) – czechosłowacka wyskakująca, odłamkowa mina przeciwpiechotna.
Mina PP-Mi-ŠR ma kształt walca. W jego górną pokrywę wkręcony jest zapalnik RO-1 (o działaniu naciskowym, działający z opóźnieniem trzech sekund) lub RO-8 (o działaniu naciągowym, natychmiastowego działania). Po uruchomieniu zapalnika ładunek miotający wyrzuca korpus miny w powietrze. Kiedy osiągnie on wysokość jednego metra, stalowy drut łączący korpus z pozostającą na ziemi podstawą powoduje uruchomienie detonatora i eksplozję min. Produkcja miny PP-Mi-ŠR została zakończona na przełomie lat 70. i 80.